# Itapirapuã Paulista
Itapirapuã Paulista este un oraș în São Paulo (SP), Brazilia.